# Acalypha tricolor
Acalypha tricolor é uma espécie de flor do gênero Acalypha, pertencente à família Euphorbiaceae.